# Tyrrel·lita
La tyrrel·lita és un mineral de la classe dels sulfurs, que pertany al grup de la seleniospinel·la. Rep el nom en honor de Joseph Burr Tyrrell (Weston, Ontario, Canadà, 1 de novembre de 1858 - 26 d'agost de 1957), geòleg de la Geological Survey of Canada, un dels primers exploradors del nord del Canadà, especialment de l'àrea entre el llac Athabasca i la badia Hudson.

## Característiques
La tyrrel·lita és un selenur de fórmula química Cu(Co3+,Ni3+)₂Se₄. Va ser aprovada com a espècie vàlida per l'Associació Mineralògica Internacional l'any 1970, sent publicada per primera vegada el mateix any. Cristal·litza en el sistema isomètric. La seva duresa a l'escala de Mohs és 3,5.
Segons la classificació de Nickel-Strunz, la tyrrel·lita pertany a «02.D - Sulfurs metàl·lics, amb proporció M:S = 3:4» juntament amb els següents minerals: bornhardtita, carrol·lita, cuproiridsita, cuprorhodsita, daubreelita, fletcherita, florensovita, greigita, indita, kalininita, linneïta, malanita, polidimita, siegenita, trüstedtita, violarita, xingzhongita, ferrorhodsita, cadmoindita, cuprokalininita, rodoestannita, toyohaïta, brezinaïta, heideïta, inaglyita, konderita i kingstonita.

## Formació i jaciments
Va ser descrita a partir de mostres obtingudes a la zona de troballes d'urani, coure i seleni del llac Hal, així com a Alto Bay, tots dos indrets a l'àrea del llac Beaverlodge, a Saskatchewan (Canadà). També ha estat descrita en altres indrets propers a la mateixa regió canadenca, així com a l'Argentina, Alemanya, Espanya, la República Txeca, Anglaterra i la República Democràtica del Congo.